# Porcellio lusitanus
Porcellio lusitanus är en kräftdjursart som beskrevs av Karl Wilhelm Verhoeff1907. Porcellio lusitanus ingår i släktet Porcellio och familjen Porcellionidae. Inga underarter finns listade i Catalogue of Life.